# Acid trong rượu vang

Axit malic và tartaric là những axit chính trong nho làm rượu.

Axit trong rượu vang là một thành phần quan trọng trong cả quá trình sản xuất rượu vang và thành phẩm của rượu vang. Chúng có trong cả nho và rượu vang, có ảnh hưởng trực tiếp đến màu sắc, sự cân bằng và hương vị của rượu cũng như sự phát triển và sức sống của nấm men trong quá trình lên men và bảo vệ rượu khỏi vi khuẩn. Phép đo lượng axit trong rượu vang được gọi là " độ axit có thể chuẩn độ " hoặc "tổng độ axit", đề cập đến thử nghiệm thu được tổng số axit có mặt trong rượu, trong khi độ mạnh của axit được đo theo độ pH, với hầu hết các loại rượu có độ pH từ 2,9 đến 3,9. Nói chung, độ pH càng thấp thì độ axit trong rượu càng cao. Tuy nhiên, không có mối liên hệ trực tiếp giữa độ axit tổng và độ pH (có thể tìm thấy rượu vang có độ pH cao cho rượu vang và độ axit cao). Trong quá trình nếm rượu vang, thuật ngữ "độ chua" đề cập đến các thuộc tính tươi, chua và chua của rượu được đánh giá liên quan đến mức độ cân bằng giữa độ chua giữa các thành phần ngọt và đắng của rượu như tannin. Ba loại axit chính được tìm thấy trong nho làm rượu: axit tartaric, axit malic và axit citric. Trong quá trình sản xuất rượu vang và trong rượu vang thành phẩm, các axit axetic, butyric, lactic và succinic có thể đóng những vai trò quan trọng. Hầu hết các axit liên quan đến rượu vang là axit ổn định, ngoại trừ đáng chú ý là axit axetic, chủ yếu được tìm thấy trong giấm, dễ bay hơi và có thể góp phần gây ra lỗi rượu vang được gọi là tính axit dễ bay hơi. Đôi khi, các axit bổ sung, chẳng hạn như axit ascorbic, axit sorbic và axit sulfurơ, được sử dụng trong sản xuất rượu vang.